# Gloire Amanda
Gloire Amanda (* 11. November 1998 in Nyarugusu, Tansania) ist ein kanadischer Fußballspieler tansanischer Herkunft.

## Karriere

### Verein
Amanda begann seine Karriere bei den Vancouver Whitecaps. Im März 2017 erhielt er einen Profivertrag bei den Whitecaps und rückte in den Kader der zweiten Mannschaft. In der Saison 2017 kam er zu 27 Einsätzen für Whitecaps 2 in der zweitklassigen USL, in denen er drei Tore erzielte.
Nach der Saison 2017 verließ er die Kanadier und wechselte in die USA an die Oregon State University. Zwischen Mai und August 2018 spielte er leihweise beim unterklassigen Lane United FC. Nach drei Jahren in Oregon wechselte der Angreifer zur Saison 2021/22 zum österreichischen Bundesligisten SK Austria Klagenfurt, bei dem er einen bis Juni 2023 laufenden Vertrag erhielt. Für Klagenfurt kam er in seiner ersten Spielzeit zu zehn Einsätzen in der Bundesliga, in denen er ein Tor machte. Nachdem er in der Saison 2022/23 verletzungsbedingt nicht mehr zum Einsatz gekommen war, wurde sein Vertrag im Februar 2023 aufgelöst.
Ende desselben Monats kehrte er wieder zur Reserve Vancouvers zurück.

### Nationalmannschaft
Amanda spielte 2015 für die kanadische U-18-Auswahl.

## Persönliches
Sein Bruder Prince (* 2001) ist ebenfalls Fußballspieler. Amanda wurde 1998 im tansanischen Flüchtlingslager Nyarugusu geboren und kam mit seiner Familie im Alter von acht Jahren ins kanadische Edmonton.